# Колонија Талмачу (Сибињ)
Колонија Талмачу (рум. Colonia Tălmaciu) насеље је у Румунији у округу Сибињ у општини Талмачу. Oпштина се налази на надморској висини од 403 m.

## Становништво
Према подацима из 2002. године у насељу је живело 308 становника.

### Попис2002.
| Расподела становништва по националности 2002.‍ | Расподела становништва по националности 2002.‍ | Расподела становништва по националности 2002.‍ | Расподела становништва по националности 2002.‍ | Расподела становништва по националности 2002.‍ |
| --------------------------------------------- | --------------------------------------------- | --------------------------------------------- | --------------------------------------------- | --------------------------------------------- |
|                                               |                                               |                                               |                                               |                                               |
| Румуни                                        | Румуни                                        |                                               | 301                                           | 98,4%                                         |
| Мађари                                        | Мађари                                        |                                               | 5                                             | 1,6%                                          |